# ميدان الجزائر

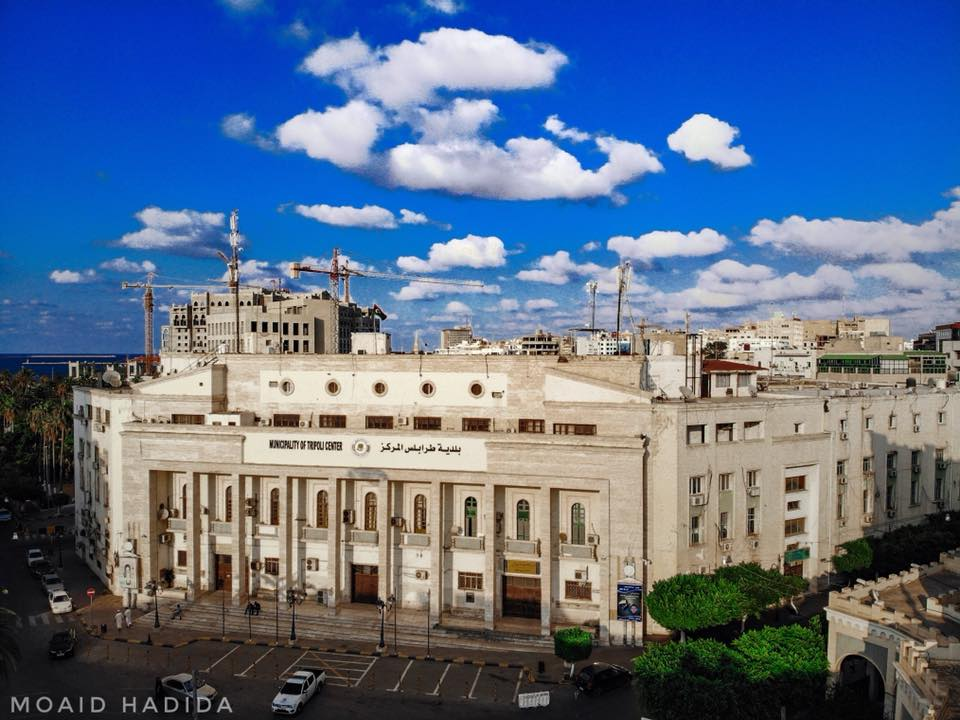

ميدان الجزائر أحد ساحات طرابلس، ويقع في وسط العاصمة الليبية طرابلس. 
يتفرع منه العديد من الشوارع كشارع الاستقلال (امحمد المقريف سابقًا) وشارع البلدية وشارع هايتي. في الميدان "مسجد الدعوة الإسلامية" ومقر بلدية طرابلس المركز ومقر للشركة العامة للبريد.